# Ferenc Potzner
Ferenc Potzner, bekannt als Feri Potzner, (* 30. Juni 1973 in Budapest; † 27. Mai 2007) war mehrfacher ungarischer Meister im Freestyle-Motorradfahren und 2005 Stuntweltmeister.

## Karriere
Ferenc Potzner erlangte erstmals 2000 mit dem zweiten Platz in Szeged Bekanntheit als Motorrad-Stuntfahrer.
2001 wurde er Zweiter in der ungarischen Freestyle-Meisterschaft. Ein Jahr später gewann er den Meistertitel und konnte diesen Erfolg 2002, 2003 und 2005 wiederholen.
Ab 2002 trat er in internationalen Wettbewerben, wie der Europameisterschaft und Weltmeisterschaft oder an. Seinen größten Erfolg erreichte Potzner 2005 mit dem Meistertitel der Motorrad-Freestyle-Weltmeisterschaft.
Ferenc Potzner starb 2007 bei einem Autounfall.